# Фестиваль в Монтерее
Фестиваль в Монтерее (англ. Monterey International Pop Music Festival) — трёхдневный музыкальный рок-фестиваль, проходивший с 16 по 18 июня 1967 года в Монтерее, штат Калифорния, США. Являлся частью «Лета любви», был предвестником «Вудстока».
На фестивале выступило порядка трёх десятков исполнителей. Многие из музыкантов, например, The Mamas & the Papas, Grateful Dead или Jefferson Airplane, уже были знакомы зрителям, но больше фестиваль запомнился новыми талантами, которые вскоре сами станут влиять на рок-музыку. Массовый зритель открыл здесь для себя Дженис Джоплин и Отиса Реддинга. Фестиваль отметился первыми крупными выступлениями в США The Jimi Hendrix Experience, The Who и Рави Шанкара. О фестивале был снят документальный фильм.

## Фестиваль

### Подготовка
Отношение к рок-музыкантам в середине 60-х не было серьёзным. Рок-музыка не считалась искусством, таким, например, как джаз и соответствующие фестивали никто не проводил. Идея с новым фестивалем состояла в том, чтобы организовать большой рок-фестиваль и собрать различных рок-звёзд на одной сцене, поскольку подобными вещами до этого никто не занимался. Фестиваль был организован Джоном Филлипсом из The Mamas & the Papas, музыкальными продюсерами Лу Адлером и Аланом Паризером, публицистом Дереком Тейлором и другими. Местом проведения был выбран небольшой городок Монтерей на побережье Тихого океана, расположенный в 130 км к югу от Сан-Франциско. До этого Монтерей как раз был известен своим джазовым фестивалем, который проводится в городе с конца 50-х годов, а близлежащая местность Биг-Сур тогда была известна как место проведения ежегодного фолк-фестиваля. Слова «Музыка, любовь и цветы» (англ. Music, love and flowers) стали девизом фестиваля. За неделю до Монтерейского фестиваля на горе Тамальпайс неподалёку от Сан-Франциско радиостанция KFRC провела свой двухдневный рок-фестиваль Fantasy Fair. На нём помимо прочих выступили The Byrds, Jefferson Airplane и The Doors.
Вход на Монтерейский фестиваль был платным, но сами исполнители выступали бесплатно. При этом организаторы оплачивали транспортные расходы музыкантов, занимались их размещением и питанием. Собранные на фестивале деньги пошли на благотворительность. Гонорар за выступление был выплачен только индийскому музыканту Рави Шанкару. Он был первым с кем был заключён договор и в тот момент ещё не предполагалось, что фестиваль будет благотворительным. В общей сложности Монтерейский фестиваль готовился в течение 6—7 недель.

### Ход фестиваля
Фестиваль в Монтерее проходил с 16 по 18 июня на территории торгово-ярмарочного комплекса. Главным событием первого дня стало выступление дуэта Simon and Garfunkel. Открытием второго дня стала группа Big Brother and the Holding Company, а именно Дженис Джоплин. Она исполнила сильный блюз, но при этом была белой. До этого выступления о Джоплин мало кто слышал, после же с группой заключила контракт Columbia Records. Вечером публику удивил чернокожий певец Отис Реддинг. Своим выступлением ему удалось расположить к себе аудиторию, несмотря на то, что хиппи-публика в большинстве своём не жаловала соул. Через полгода после этого успеха Отис погибнет в авиакатастрофе.
Днём последнего третьего дня в течение трёх часов выступал музыкант из Индии виртуоз игры на ситаре Рави Шанкар. Специально для его выступления были привезены орхидеи с Гавайских островов. На вечерней же сцене возник некоторый спор между The Who и Джими Хендриксом насчёт того кому выступать последним. Был брошен жребий и The Who выпало выступать первыми. В конце песни «My Generation» Пит Таунсенд разбил свою гитару, чем несколько удивил миролюбиво настроенную хиппи-публику. Хендрикс же во время своего выступления изобразил секс с гитарой, а в конце встал на колени и поджёг её, брызнув на неё горючую жидкость. Затем он разбил гитару, а обломки бросил в толпу. Последним было выступление The Mamas and the Papas, которые исполнили свои хиты, в том числе «California Dreamin’». Затем на сцену поднялся Скотт Маккензи, который вместе с The Mamas and the Papas спел «San Francisco (Be Sure to Wear Flowers in Your Hair)». Эту песню, вышедшую в мае за месяц до фестиваля, написал Джон Филлипс специально под этот фестиваль. Песня быстро набрала популярность и стала одним из гимнов хиппи-движения. Затем музыканты исполнили последнюю песню «Dancing in the Street».

## Участники
| Пятница, 16 июня (вечер) - The Association - The Paupers - Лу Ролз - Beverley - Джонни Риверс - Eric Burdon and The Animals - Simon and Garfunkel | Суббота, 17 июня (день) - Canned Heat - Big Brother and the Holding Company - Country Joe and the Fish - Эл Купер - The Paul Butterfield Blues Band - The Electric Flag - Quicksilver Messenger Service - Steve Miller Band (вечер) - Moby Grape - Hugh Masekela - The Byrds - Лора Ниро - Jefferson Airplane - Booker T. & the M.G.’s - The Mar-Keys - Отис Реддинг | Воскресенье, 18 июня (день) - Рави Шанкар (вечер) - The Blues Project - Big Brother and the Holding Company - The Group With No Name - Buffalo Springfield - The Who - Grateful Dead - The Jimi Hendrix Experience - Скотт Маккензи - The Mamas & the Papas |

## Не принявшие участие
Двумя явными претендентами на участие в фестивале были The Beatles и The Rolling Stones. The Beatles в тот момент уже отказались от концертной деятельности в пользу студийной работы. Однако Пол Маккартни помогал с организацией фестиваля, например, именно он настоял на том, чтобы был приглашён Джими Хендрикс. The Rolling Stones в то время было запрещено гастролировать по США из-за проблем с наркотиками. В феврале Мика Джаггера и Кита Ричардса из-за наркотиков арестовывала британская полиция, и «Лето любви» они провели на испытательном сроке. Тем не менее на фестиваль прилетел гитарист группы Брайан Джонс. Он поднимался на сцену, чтобы представить публике Джими Хендрикса. Чак Берри, например, отказался выступать бесплатно. В организации фестиваля принимал участие Брайан Уилсон, и группа The Beach Boys должна была выступать на нём. Однако этого не произошло. Среди участников фестиваля было много групп «нового» рока, и The Beach Boys на их фоне нечего было показать. Среди песен с интересным звучанием у них была только «Good Vibrations». Исполнив же свою обычную программу, группа могла вызвать смех среди хиппи. С другой стороны, неявка группы на Монтерейский фестиваль стала началом падения их популярности. От группы стали отворачиваться музыкальные журналисты и слушатели.

## Фильм
Параллельно самому фестивалю шли съёмки фильма о нём. Съёмками руководил режиссёр Д. А. Пеннебейкер. Он был выбран на роль режиссёра поскольку уже имел дело с документальными музыкальными фильмами. Пеннебейкер снял фильм «Не оглядывайся» (1967) о гастролях Боба Дилана в Великобритании в 1965 году. Первоначально фильм «Монтерей Поп» снимался для канала ABC, но так и не был показан тогда по телевидению. Руководству канала не понравилось поведение Джими Хендрикса на сцене. Фильм был выпущен в 1968 году и шёл в кинотеатрах. Был показан на 29-м Венецианском кинофестивале. «Монтерей Поп» стал шаблоном и примером для последующих подобных документальных многокамерных фильмов, таких как «Вудсток» (1970) и «Дай мне кров» (1970). В 2018 году был включён в Национальный реестр фильмов Библиотеки Конгресса, как фильм имеющий «культурное, историческое либо эстетическое значение».
В 1986 году фильм был выпущен на VHS. Тогда же режиссёр Д. А. Пеннебейкер выпустил два небольших документальных фильма с использованием материалов фестиваля: «Jimi Plays Monterey» с Джими Хендриксом и «Shake! Otis at Monterey» с Отисом Реддингом. В 2002 году фильм «Монтерей Поп» вышел на 3-х DVD. На первом диске был оригинальный фильм, на втором — фильмы про Хендрикса и Отиса, а на третьем различные ранее не издававшиеся записи с фестиваля с другими музыкантами.

## Значение и влияние
Фестиваль в Монтерее широко освещался в СМИ, его посетило большое количество зрителей (оценки разнятся, но по подсчётам Лу Адлера что-то около 100 000 человек). На нём прошли исторические выступления, как начинающих многообещающих музыкантов, так и уже признанных звёзд. О фестивале был снят документальный фильм. Был одним из первых больших музыкальных фестивалей контркультуры. В конечном итоге Монтерейский фестиваль стал вдохновением для будущих музыкальных рок-фестивалей, включая фестиваль «Вудсток» два года спустя.
Группа Eric Burdon & The Animals, принимавшая участие в Монтерейском фестивале, в 1968 году выпустила песню «Monterey». Песня была написана как дань уважения фестивалю. В ней описывается его атмосфера, упоминаются некоторые группы, а музыка песни подражает звучанию музыки различных участников фестиваля.
Тем не менее у фестиваля не было продолжения. Жители небольшого Монтерея были против такого огромного наплыва гостей. Также фестиваль стал жертвой собственного успеха, поскольку повсюду как грибы после дождя стали появляться подобные конкурирующие фестивали.